# Gran Premio di superbike dell'Osterreichring 1992
Il Gran Premio di Superbike dell'Osterreichring 1992 è stata la sesta prova su tredici del campionato mondiale Superbike 1992, è stato disputato il 28 giugno sul Österreichring e ha visto la vittoria di Giancarlo Falappa in gara 1, lo stesso pilota si è ripetuto anche in gara 2.

## Risultati

### Gara 1

#### Arrivati al traguardo[3]
| Pos. | Nº | Pilota               | Motocicletta | Tempo     | Griglia | Punti |
| ---- | -- | -------------------- | ------------ | --------- | ------- | ----- |
| 1º   | 9  | Giancarlo Falappa    | Ducati       | 33:56.202 | 5º      | 20    |
| 2º   | 3  | Robert Phillis       | Kawasaki     | +0:00.209 | 4º      | 17    |
| 3º   | 1  | Doug Polen           | Ducati       | +0:00.394 | 2º      | 15    |
| 4º   | 5  | Fabrizio Pirovano    | Yamaha       | +0:00.879 | 10º     | 13    |
| 5º   | 10 | Davide Tardozzi      | Ducati       | +0:13.838 | 6º      | 11    |
| 6º   | 7  | Carl Fogarty         | Ducati       | +0:13.881 | 12º     | 10    |
| 7º   | 13 | Aaron Slight         | Kawasaki     | +0:14.247 | 7º      | 9     |
| 8º   | 48 | Daniel Amatriaín     | Ducati       | +0:28.800 | 15º     | 8     |
| 9º   | 27 | Fred Merkel          | Yamaha       | +0:28.975 | 11º     | 7     |
| 10º  | 79 | Simon Crafar         | Honda        | +0:29.139 | 8º      | 6     |
| 11º  | 50 | Ernst Gschwender     | Kawasaki     | +0:29.300 | 9º      | 5     |
| 12º  | 45 | Andreas Meklau       | Ducati       | +0:29.576 | 31º     | 4     |
| 13º  | 12 | Jeffry de Vries      | Yamaha       | +0:29.795 | 17º     | 3     |
| 14º  | 28 | Piergiorgio Bontempi | Kawasaki     | +0:38.576 | 21º     | 2     |
| 15º  | 92 | Virginio Ferrari     | Ducati       | +0:38.788 | 33º     | 1     |
| 16º  | 15 | Jari Suhonen         | Yamaha       | +0:39.452 | 23º     |       |
| 17º  | 54 | Massimo Broccoli     | Kawasaki     | +0:39.681 | 25º     |       |
| 18º  | 34 | Christer Lindholm    | Yamaha       | +0:56.805 | 27º     |       |
| 19º  | 63 | Michael Liedl        | Kawasaki     | +0:57.007 | 29º     |       |
| 20º  | 11 | Udo Mark             | Yamaha       | +0:57.352 | 18º     |       |
| 21º  | 60 | Árpád Harmati        | Yamaha       | +1:06.138 | 24º     |       |
| 22º  | 55 | Vittorio Scatola     | Kawasaki     | +1:12.985 | 14º     |       |
| 23º  | 58 | Mauro Lucchiari      | Ducati       | +1:19.287 | 22º     |       |
| 24º  | 38 | Urs Zwicker          | Yamaha       | +1:19.785 | 37º     |       |
| 25º  | 73 | Kai Uwe Schmid       | Kawasaki     | +1:34.468 | 26º     |       |
| 26º  | 57 | Aldeo Presciutti     | Kawasaki     | +1:34.705 | 28º     |       |
| 27º  | 84 | Anton Berghammer     | Yamaha       | +1:40.346 | 34º     |       |
| 28º  | 69 | Friedrich Graus      | Kawasaki     | +1 giro   | 36º     |       |

#### Ritirati
| Nº | Pilota              | Motocicletta | Giri     | Griglia |
| -- | ------------------- | ------------ | -------- | ------- |
| 2  | Raymond Roche       | Ducati       | +1 giro  | 1º      |
| 30 | Karl Truchsess      | Kawasaki     | +3 giri  | 13º     |
| 4  | Stéphane Mertens    | Ducati       | +6 giri  | 3º      |
| 43 | Richard Arnaiz      | Honda        | +11 giri | 20º     |
| 35 | Stefan Klabacher    | Ducati       | +12 giri | 32º     |
| 65 | Franz Pfefferkorn   | Kawasaki     | +15 giri | 30º     |
| 66 | Hans Peter Klampfer | Yamaha       | +17 giri | 35º     |

### Gara 2

#### Arrivati al traguardo[4]
| Pos. | Nº | Pilota              | Motocicletta | Tempo     | Griglia | Punti |
| ---- | -- | ------------------- | ------------ | --------- | ------- | ----- |
| 1º   | 9  | Giancarlo Falappa   | Ducati       | 33:51.061 | 5º      | 20    |
| 2º   | 4  | Stéphane Mertens    | Ducati       | +0:00.161 | 3º      | 17    |
| 3º   | 2  | Raymond Roche       | Ducati       | +0:00.395 | 1º      | 15    |
| 4º   | 3  | Robert Phillis      | Kawasaki     | +0:00.548 | 4º      | 13    |
| 5º   | 1  | Doug Polen          | Ducati       | +0:00.689 | 2º      | 11    |
| 6º   | 5  | Fabrizio Pirovano   | Yamaha       | +0:01.517 | 10º     | 10    |
| 7º   | 7  | Carl Fogarty        | Ducati       | +0:15.645 | 12º     | 9     |
| 8º   | 10 | Davide Tardozzi     | Ducati       | +0:27.211 | 6º      | 8     |
| 9º   | 48 | Daniel Amatriaín    | Ducati       | +0:27.413 | 15º     | 7     |
| 10º  | 27 | Fred Merkel         | Yamaha       | +0:27.602 | 11º     | 6     |
| 11º  | 79 | Simon Crafar        | Honda        | +0:28.259 | 8º      | 5     |
| 12º  | 12 | Jeffry de Vries     | Yamaha       | +0:29.352 | 17º     | 4     |
| 13º  | 45 | Andreas Meklau      | Ducati       | +0:39.671 | 31º     | 3     |
| 14º  | 15 | Jari Suhonen        | Yamaha       | +0:52.925 | 23º     | 2     |
| 15º  | 11 | Udo Mark            | Yamaha       | +0:53.197 | 18º     | 1     |
| 16º  | 55 | Vittorio Scatola    | Kawasaki     | +0:53.438 | 14º     |       |
| 17º  | 43 | Richard Arnaiz      | Honda        | +0:53.637 | 20º     |       |
| 18º  | 63 | Michael Liedl       | Kawasaki     | +0:53.818 | 29º     |       |
| 19º  | 34 | Christer Lindholm   | Yamaha       | +1:22.164 | 27º     |       |
| 20º  | 60 | Árpád Harmati       | Yamaha       | +1:22.335 | 24º     |       |
| 21º  | 57 | Aldeo Presciutti    | Kawasaki     | +1:22.508 | 28º     |       |
| 22º  | 66 | Hans Peter Klampfer | Yamaha       | +1:31.317 | 35º     |       |
| 23º  | 84 | Anton Berghammer    | Yamaha       | +1:32.737 | 34º     |       |
| 24º  | 73 | Kai Uwe Schmid      | Kawasaki     | +1:32.939 | 26º     |       |
| 25º  | 38 | Urs Zwicker         | Yamaha       | +1:35.845 | 37º     |       |

#### Ritirati
| Nº | Pilota               | Motocicletta | Giri     | Griglia |
| -- | -------------------- | ------------ | -------- | ------- |
| 13 | Aaron Slight         | Kawasaki     | +4 giri  | 7º      |
| 54 | Massimo Broccoli     | Kawasaki     | +5 giri  | 25º     |
| 58 | Mauro Lucchiari      | Ducati       | +5 giri  | 22º     |
| 28 | Piergiorgio Bontempi | Kawasaki     | +7 giri  | 21º     |
| 65 | Franz Pfefferkorn    | Kawasaki     | +9 giri  | 30º     |
| 92 | Virginio Ferrari     | Ducati       | +10 giri | 33º     |
| 35 | Stefan Klabacher     | Ducati       | +17 giri | 32º     |
| 50 | Ernst Gschwender     | Kawasaki     | +17 giri | 9º      |
| 69 | Friedrich Graus      | Kawasaki     | +18 giri | 36º     |